# Bundesautobahn 117
La Bundesautobahn 117 (ou BAB 117, A115 ou Autobahn 117) est une autoroute passant par Berlin et le Brandebourg. Elle mesure 5 kilomètres.